# يوم الاسبرانتو
يوم الاسبرانتو ( قالب:Lang-eo : اسبرانتو-تاغو
) هو احتفال عالمي في 26 يوليو، يحتفل بنشر Unua Libro ، أول كتاب بلغة الإسبرانتو ، لمبدع اللغة، إل إل زامنهوف في مثل هذا اليوم من عام 1887.
وفقًا لجمعية الإسبرانتو العالمية، فإن يوم الإسبرانتو هو "يوم العدالة اللغوية وبالتالي العلاقات العادلة والعادلة بين المجموعات العرقية والثقافات والشعوب". 
يُعقد مؤتمر الإسبرانتو العالمي السنوي الذي يستمر لعدة أيام في هذا الوقت تقريبًا.